# Fatato
Fatato ist eine kleine Riffinsel im südöstlichen Riffsaum des Atolls Funafuti, Tuvalu.

## Geographie
Die Insel liegt zwischen der Insel Funagogo und der Hauptinsel Fongafale. 2003 wählte das Asian Pacific Network (APN) die Insel für eine Messreihe zur Auswirkung des Klimawandels (Pacific Atoll Coastal Monitoring and Analysis Network, PACMAN).